# Abarema filamentosa

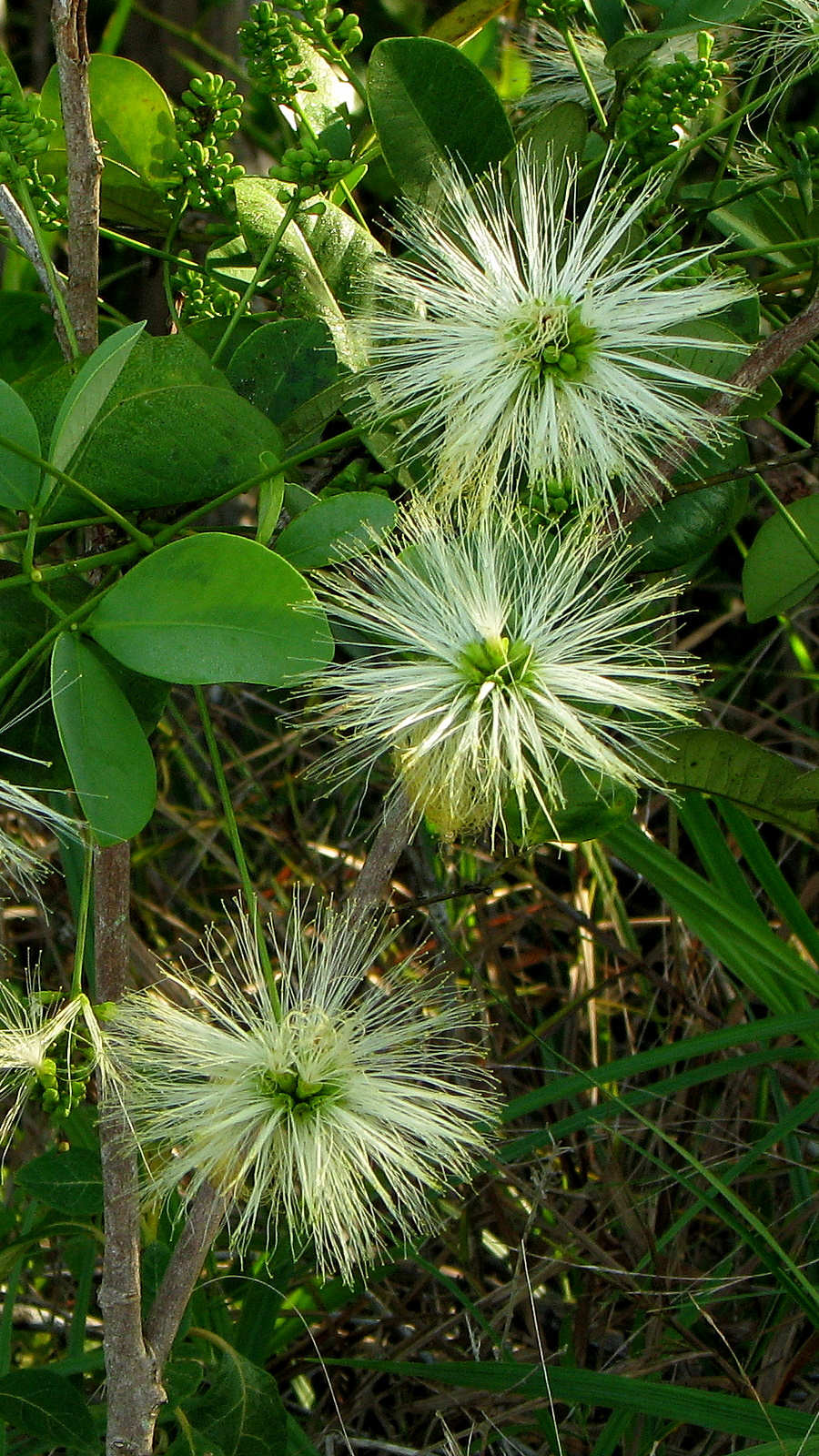
Abarema filamentosa mọc hoang dã

Abarema filamentosa là một loài rau đậu thuộc họ Fabaceae. Loài này chỉ có ở các bang Bahia và Espírito Santo của Brasil.